# Elsa Aguirre
Elsa Irma Aguirre Juárez (Chihuahua, Chihuahua, 25 de setembre de 1930), coneguda com a Elsa Aguirre, és una actriu mexicana.

## Biografia i carrera

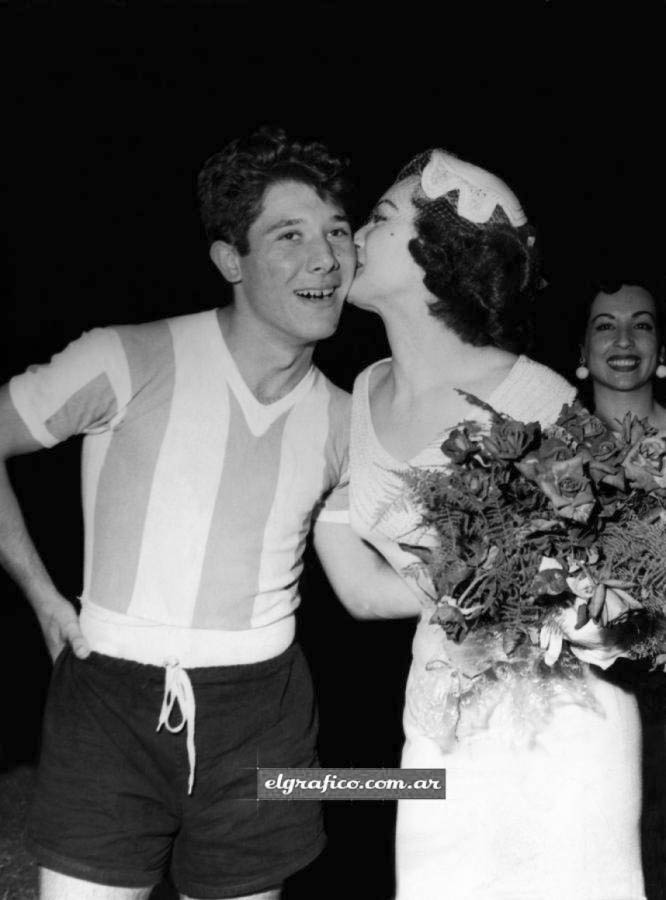
Elsa Aguirre fent-li un petó al futbolista argentí Omar Sívori, en 1957.

Els seus pares van ser Jesús Aguirre i Emma Juárez. Té quatre germans: Hilda, Mario, Alma Rosa i Jesús. Quan era petita, la seva família es va reinstal·lar a la Ciutat de Mèxic, a l'antic poble de Mixcoac. Als catorze anys d'edat, va guanyar un concurs de bellesa organitzada per una productora cinematogràfica anomenada CLASA Films Mundiales,que buscava nous talents. Ella i la seva germana Alma Rosa van ser seleccionades per a participar en la pel·lícula El sexo fuerte (1945). A l'any següent, ambdues van tornar a filmar una altra producció de CLASA Films, titulada El pasajero diez mil. Aguirre va declarar el següent: «Després d'aquestes dues pel·lícules la meva mare va decidir retirar-nos del mitjà artístic, perquè es van despertar comentaris molt xafarders i mal intencionats, per descomptat que a ella l'ajudava molt el «dinerito» que ens donaven a cadascuna, que era molt per a aquesta època, però tampoc era per tant».
Aguirre no havia estudiat actuació, però tenia vocació i el prestigiós director Julio Bracho (que l'havia vist en les seves petites aparicions en pantalla) va considerar que el seu talent es podia polir amb l'experiència. Per això, malgrat el retir d'Aguirre després de tan sols dues pel·lícules, Bracho va assistir a la seva casa per a oferir-li el paper protagonista en la pel·lícula Don Simón de Lira (1946), que va acceptar. En 1948 va participar en el film Algo flota sobre el agua.
Entre les pel·lícules més destacades en les quals va participar es troben: Ojos de juventud (1948), Una mujer decente (1950), La estatua de carne (1951), Acapulco (1951), Cuatro noches contigo (1951), Cantando nace el amor (1953), Cuidado con el amor (1954), Vainilla, bronce y morir (1956), Pancho Villa y la Valentina (1958), Ama a tu prójimo (1958), Casa de mujeres (1966), Los años vacíos (1969) i Cómo enfriar a mi marido (1970).

En 1962, va fer el seu debut en televisió quan va participar en una sèrie titulada, Las momias de Guanajuato. El 1968 va aparèixer a la Leyendas de México. Alguns dels seus treballs més recordats dins de la televisió inclouen les telenovel·les Lo blanco y lo negro (1989), Acapulco cuerpo y alma (1995), Mujeres engañadas (1999) i Lo que es el amor (2001).

## Premis
- Presea Luminaria de Oro (2005, Mèxic).
- Reconeixement de l'Agrupació de Crítics i Periodistes de Teatre (2005, Mèxic).
- Ariel d'Or (Academia Mexicana de Artes y Ciencias Cinematográficas, 2003, México) per la seva trajectòria fílmica. Premi compartit amb la Filmoteca de la UNAM.
- Lunas del Auditorio (2009, Mèxic), per una vida a l’escenari.

## Filmografia

### Pel·lícules
- El prófugo (1992)
- Albur de amor (1980)
- La muerte de un gallero (1977)
- Los años vacíos (1969)
- Las figuras de arena (1969)
- El cuerpazo del delito (1968)
- Cómo enfriar a mi marido (1967)
- El matrimonio es como el demonio (1967)
- El día de la boda (1967)
- El pistolero desconocido (1966)
- Casa de mujeres (1966)
- Sólo de noche vienes (1965)
- La vuelta del mexicano (1964)
- La vida de Pedro Infante (1963)
- Pancho Villa y la Valentina (1958)
- Ama a tu prójimo (1958)
- Vainilla, bronce y morir (1956)
- Giant (1956)
- La mujer de dos caras (1955)
- Orgullo de mujer (1955)
- La doncella de piedra (1955)
- Estafa de amor (1954)
- Cuidado con el amor (1954)
- La perversa (1954)
- Cantando nace el amor (1953)
- Cuatro noches contigo (1951)
- Acapulco (1951)
- La estatua de carne (1951)
- Amar fue su pecado (1950)
- Una mujer decente (1950)
- La mujer que yo amé (1950)
- La liga de las muchachas (Adorables rebeldes) (1949)
- Lluvia roja (1949)
- Medianoche (1948)
- Ojos de juventud (1948)
- Los viejos somos así (1948)
- Algo flota sobre el agua (1948)
- El ladrón (1947)
- Don Simón de Lira (1946)
- El pasajero diez mil (1946)
- El sexo fuerte (1945)

### Telenovel·les
- Lo blanco y lo negro (1989) - Carolina de Castro
- Acapulco, cuerpo y alma (1995-1996) - Doña Ana Elena Pérez Vda. de Montalvo
- Mujeres engañadas (1999-2000) - Cecilia Orendain de Martínez
- Lo que es el amor (2001-2002) - Abril Castellanos